# لایا کوستا
لایا کوستا (کاتالونیایی: Laia Costa؛ زادهٔ ۱۸ فوریهٔ ۱۹۸۵) بازیگر اهل اسپانیا است. وی از سال ۲۰۱۱ میلادی تاکنون مشغول فعالیت بوده‌است.
از فیلم‌ها یا برنامه‌های تلویزیونی که وی در آنها نقش داشته‌است می‌توان به برف سیاه، کارلوس، پادشاه امپراتور، قصه‌ای برایم بگو، ویکتوریا و درختان نخل در برف اشاره کرد.